# Dunwoody
Dunwoody är en stad (city) i DeKalb County, i delstaten Georgia, USA. Enligt United States Census Bureau har staden en folkmängd på 46 809 invånare (2011) och en landarea på 33,5 km².